# 아빠가 돌아왔다
"아빠가 돌아왔다"는 2016년에 개봉한 대한민국의 영화이다.

## 캐스팅
- 조동혁 : 조동구 역
- 조원빈 : 김복기 역
- 홍아름 : 윤애숙 역
- 이용녀 : 금순 역
- 우현 : 남강 역
- 이설구 : 상규 역
- 지남혁 : 병태 역
- 성기윤 : 김기철 역
- 정미남 : 금섭 역
- 김선영 : 미라 역
- 박지나 : 조동구여친 역
- 우지안 : 김복기담임 역
- 한철우 : 의사 역
- 이승연 : 간호사 1 역
- 서예은 : 다솜 역
- 황태현 : 해성 역
- 주영호 : 의사 역
- 김현태 : 조동구 부 역
- 손경 : 절친 역
- 엔딩곡 : 왁스 (Wax) - 화장을 고치고